# 国際連合安全保障理事会決議200
国際連合安全保障理事会決議200（こくさいれんごうあんぜんほしょうりじかいけつぎ200、英: United Nations Security Council Resolution 200）は、1965年3月15日に国際連合安全保障理事会で採択された決議である。ガンビアの国際連合への加盟申請を検討した上で、国際連合総会に対して承認勧告を行った。